# Jozef Trojan
Jozef Trojan, též Josef Trojan (25. března 1906 Horní Heřmanice – 29. prosince 1953 Praha), byl slovenský a československý odbojář, poválečný politik Komunistické strany Slovenska a poslanec Prozatímního Národního shromáždění. V 50. letech 20. století popraven v rámci politických procesů komunistického režimu.
Jeho manželka se jmenovala Stanislava, pocházela z Třebíče, v roce 1944 utekla a skrývala se s dcerou, posléze porodila v horách i syna Jiřího.

## Biografie
Narodil se v Horních Heřmanicích v okrese Třebíč.
Za tzv. slovenského štátu působil zpočátku jako účetní a později jako správce velkostatku Baťových závodů v Baťovanech. Za druhé světové války se podílel na odboji a účastnil se Slovenského národního povstání. Jako kapitán partyzánské jednotky Hornonitranska partizánska brigáda operoval v regionu Horní Nitra (velkou část jejích členů tvořili dělníci z Baťových závodů v Baťovanech). Koncem října 1944 po ústupu povstalců rozhodl Trojan o rozpuštění partyzánského oddílu a přechodu do lesů.
Po válce byl ředitelem bývalých Baťových závodů v Baťovanech (Závody 29. augusta). V letech 1945–1946 byl poslancem Prozatímního Národního shromáždění za KSS. Setrval zde do parlamentních voleb v roce 1946.

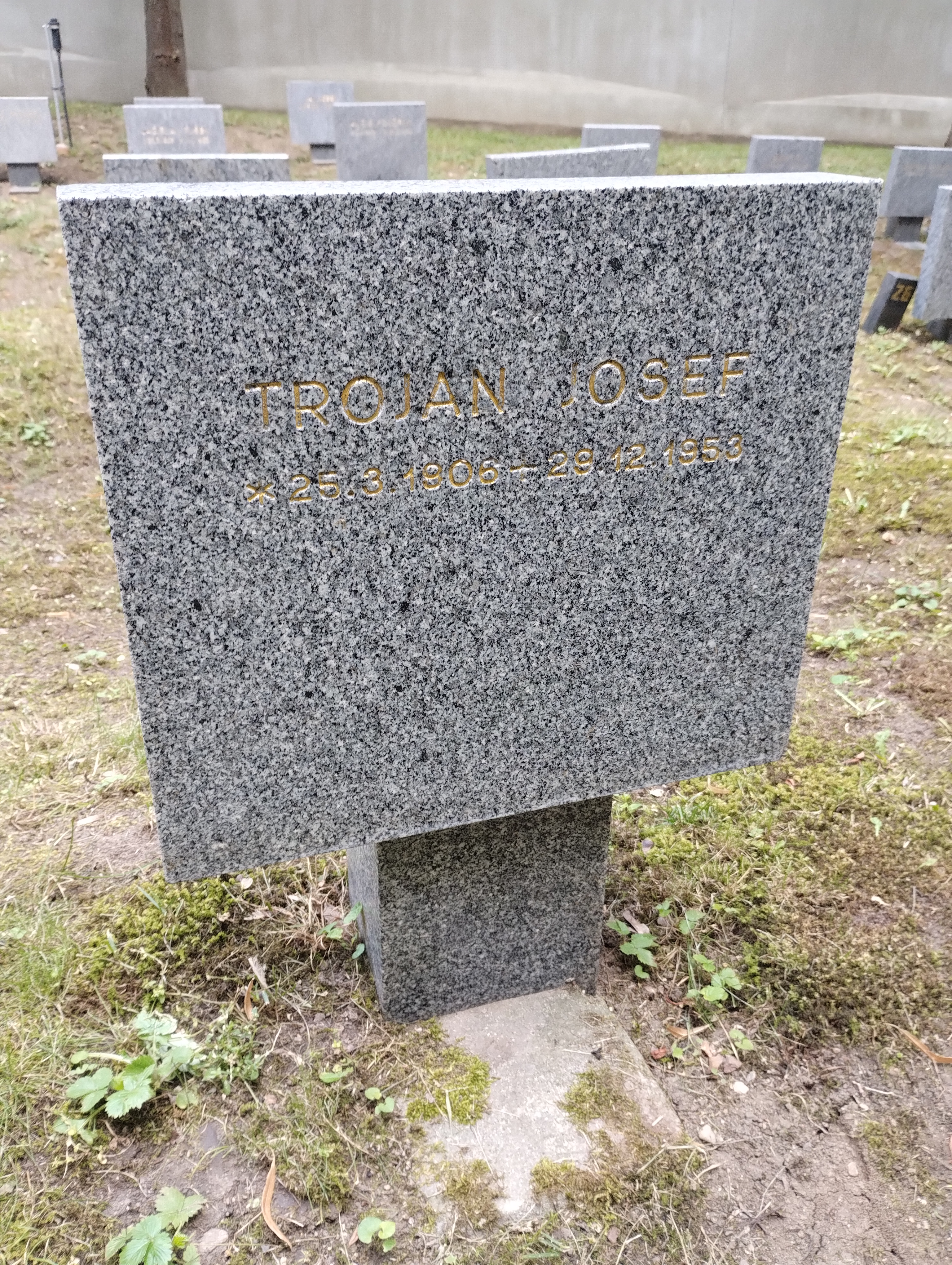
Symbolický náhrobek J. Trojana na Čestném pohřebišti v Ďáblicích

V srpnu 1949 se účastnil oslav 5. výročí SNP a pochodoval v čele své partyzánské brigády ve Zvolenu před prezidentem Klementem Gottwaldem. Pak se ale stal obětí čistek. V noci na 22. prosince 1949 byl zatčen a obviněn z velezrady, maření dvouletého a pětiletého plánu, sabotáže a vydírání. Ve vazbě ovšem nic nepřiznal a konstrukce obžaloby se rozpadla. Nakonec byl obviněn z návodu na pětinásobnou vraždu, které se měli dopustit milicionáři v Baťovanech. Mělo jít o čin milicionářů-partyzánů z dubna 1945. Odsouzen byl 16. října 1953 k trestu smrti a popraven. Podle jiného zdroje bylo proti němu u soudu použito jeho rozhodnutí z roku 1944 o ústupu do hor.